# الیزابت روزنتال
الیزابت روزنتال (انگلیسی: Elisabeth Rosenthal; ۲۹ آوریل ۱۹۵۶ – ) روزنامه‌نگار، و پزشک اهل ایالات متحده آمریکا بود.